# Alchemilla sect. Glaciales
Alchemilla sect. Glaciales ist eine der 13 europäischen Sektionen der Gattung Frauenmantel (Alchemilla). Die meisten Arten wurden früher in den Artengruppe Alchemilla vulgaris agg. geführt. Die Sektion Glaciales ist eine zweieltrige Sektion: ihre Arten entstanden durch Hybridisierung zwischen den Sektionen Alpinae und Pentaphylleae.

## Merkmale
Die Pflanzen wirken vom Habitus wie grobzähnige, weniger seidige Vertreter der Alpinae oder wie seidige Pentaphylleae.
Es sind kleine bis mittelgroße Zwergsträucher. Die Keimpflanzen haben kurze, nur bis einen Millimeter lange Internodien. Die erwachsenen Pflanzen haben eine zwei bis vier Millimeter dicke Hauptachse, die langlebig ist. Oft bleibt auch das Mark lange erhalten, bleibt lange weiß und wird nicht gekammert. Das Rindenparenchym der Sprossachse ist häufig stark entwickelt. Die ersten Sommerstängel sind häufig in langgliedrige, stängelähnliche Erneuerungssprosse umgebildet.
Die Primärblatt hat drei Abschnitte, die oft tief eingeschnitten und spreizend sind. Die grundständigen Blätter erinnern bei den meisten Arten an die Sektion Alpinae, bei einigen sind sie intermediär und nur bei wenigen sind sie der Sektion Pentaphylleae ähnlich. Sie sind jedoch stets grobzähniger als bei Alpinae und haben weniger Nerven. Die Leitbündel der Blattstiele sind oft kollateral. Die Nebenblätter sind schmäler als bei der Sektion Alpinae. Häufig sind sie spitz, bleiben lange frisch, sind dicklich. Die Farbe ist meist weiß oder mit einer grünen Spitze. Ihre Öhrchen sind weniger verwachsen, sie sind stärker parallelnervig, und ihr Tuteneinschnitt ist tiefer als bei Alpinae.
Die Stängel sind niederliegend bis aufsteigend. Die Stängelblätter sind oft groß, teilweise gleich groß wie die Grundblätter. Am untersten Stängelblatt sind die Nebenblätter oft aufgeblasen und spreitenlos und seitlich spreizend. Am obersten Stängelblatt sind die Nebenblätter verschieden tief eingeschnitten und haben ein bis acht Zipfel. Manchmal werden aus der Blattachsel unter dem ersten Blütenstandsast heraus Erneuerungssprosse gebildet.
Der Blütenstand besitzt meist wenige bis sehr wenige Blüten. Die Teilblütenstände sind meist scheindoldig und haben nur selten Brakteen. Der Blütenstiel ist meist lang, zumindest nie unter einem Millimeter. Die Blüten sind grünlich, nicht rot. Die Endblüte ist öfters fünfzählig und hat zwei Fruchtblätter. Der Kelchbecher ist in den meisten Fällen dicht seidig behaart, selten ist er fast kahl. Bei manchen Arten ist er braunrot. Die Kelchblätter sind oft doppelt so lang wie breit. Ihre Form ist oft rundlich oder stumpf bis verkehrt-eiförmig. Die Basis der Staubfäden ist meist verbreitert. Die Nüsschen sind meistens unbehaart.
Die Chromosomen sind manchmal etwas verlängert, einige Arten haben Chromosomen mit eingeschnürter Mitte.
Der Lebensrhythmus gleicht dem der Sektion Alpinae.

## Verbreitung und Standorte
Die Arten der Sektion kommen in den Hochgebirge im südlichen Europa und in Vorderasien vor: Iberische Halbinsel, Pyrenäen, Alpen, Apenninen, Dalmatische Gebirge, Türkei, Kaukasus und möglicherweise im Nordiran.
Die Pflanzen wachsen in Felsspalten, auf ruhendem Schutt, in alpinen Matten, auf Schneeböden. Sie kommen meist in höheren Lagen vor als die Arten der Sektion Alpinae und sind häufig auf kalkreichen Böden zu finden.

## Systematik
Die Sektion Alpinae ist eine der vier Grundsektionen der europäischen Alchemillen, aus denen die übrigen Sektionen durch Hybridisierung hervorgegangen sind.
Die Zuordnung der Arten zur Sektion folgt Fröhner (1995), wobei Änderungen der Sektionszuordnung und neue Arten aus Fischer (2008) übernommen wurden. Die mitteleuropäischen Arten sind:
- Bodenvager Frauenmantel (Alchemilla amphibola)
- Ennstal-Silbermantel (Alchemilla anisiaca)
- Basalt-Frauenmantel (Alchemilla basaltica)
- Keilblatt-Frauenmantel (Alchemilla cuneata)
- Gemmi-Frauenmantel (Alchemilla gemmi)
- Eis-Silbermantel (Alchemilla glacialis)
- Grobzähniger Frauenmantel (Alchemilla grossidens)
- Bergjoch-Frauenmantel (Alchemilla jugensis)
- Glanz-Seidenmantel (Alchemilla nitida)
- Mattglänzender Frauenmantel (Alchemilla opaca)
- Bleicher Frauenmantel (Alchemilla pallens)
- Armblättriger Frauenmantel (Alchemilla pentaphylloides)
- Stielchen-Frauenmantel (Alchemilla petiolulans)
- Savoyer Frauenmantel (Alchemilla sabauda)
- Matten-Silbermantel (Alchemilla subsericea)
- Vaccaris Frauenmantel (Alchemilla vaccariana)

## Belege
Soweit nicht unter Einzelnachweisen angegeben, basiert der Artikel auf folgenden Unterlagen:
- Sigurd Fröhner: Alchemilla. In: Hans. J. Conert u. a. (Hrsg.): Gustav Hegi. Illustrierte Flora von Mitteleuropa. Band 4 Teil 2B: Spermatophyta: Angiospermae: Dicotyledones 2 (3). Rosaceae 2. Blackwell 1995, S. 198f. ISBN 3-8263-2533-8